# رد بارلز
رد بارلز (انگلیسی: Red Barrels) یک شرکت توسعه‌دهنده بازی ویدئویی کانادایی است که در مونترآل قرار دارد. فیلیپ مورین، دیوید چتیونیف و هوگو دالایر موسس‌های این شرکت در سال ۲۰۱۱ بودند که هر سه پیش از این در یوبی‌سافت مونترآل فعالیت می‌کردند. سری بازی‌های اوت‌لست از مهم‌ترین بازی‌های این شرکت می‌باشد.
رد بارلز شرکتی است که کارمند کمی دارد حداقل بین 30 الی 50 نفر و می تواند افزایش یابد و شخص کلیدی این شرکت J.T Petty می باشد که خالق اوتلست می باشد و باعث محبوبیت این شرکت شد.